# Синагога Страсбурга
Синагога Страсбурга или Синагога на набережной Клебер (фр. Synagogue du quai Kléber, иногда новая синагога нем. Neue Synagoge) — бывшая главная синагога в городе Страсбурге ранее находившаяся на набережной Клебер, в Эльзасе, построенная в 1898 году по проекту Людвига Леви когда город был частью Германской империи (до 1918 года), и разрушенная после аннексии Эльзаса нацистской Германией в 1940—1941 году.

## История
Необходимость строительства новой синагоги в Страсбурге возникла из-за того, что функционировавшая с 8 сентября 1834 года предыдущая главная синагога на улице св. Елены (rue Sainte-Hélène) не могла вместить всех молящихся. В 1870 году еврейская община Страсбурга насчитывала 4000 человек и составляла 5 % населения. Вопрос строительства начал обсуждаться общиной с 1889 года. Тогда же была избрана комиссия по строительству, которая обязалась найти подходящую площадку и необходимые средства для этой строительства. В состав комиссии под председательством Леопольда Бауэра были также избраны Мэтью Хагенауэр, Яков Сьюсс, Марк Блюм и Зигмунд Роос. Церемония закладки первого камня в новом здании синагоги состоялась 9 апреля 1896 года. 27 ноября 1897 года был заложен последний камень синагоги. Отделка внутренних помещений была завершена в сентябре 1898 года. Синагога была построена в неороманском стиле из розового и серого вогезского песчаника из карьеров Фальсбура и увенчана 54-метровым куполом. Основной нефритовый неф был длиной 46 м и шириной 19 м и имел 1 699 мест на двух уровнях: 825 для мужчин и 654 для женщин; пространство, окружающее Ковчег, вмещало 40 мест для хора. Основное помещение для молитв было оборудовано трубным органом, сделанным Эберхардом Валькером, который был заменен в 1925 году инструментом Эдмонда Александра Рюттера (E. A. Roethinger).
В 1900 году еврейская община Страсбурга насчитывала 4605 членов, к 1935 она увеличилась до 9000 человек. До 1939 года синагога была местом интенсивной религиозной жизни и по будням, и по субботам. В ней проводились и семейные торжества (бар- и бат-мицвы, свадьбы) и праздники, включая Рош ха-Шана, Йом-Киппур, Суккот, Ханука, Пурим, Песах и Шавуот. Синагога также служила местом проведения национальных праздничных торжеств между 1918 и 1939 годами.

## Галерея

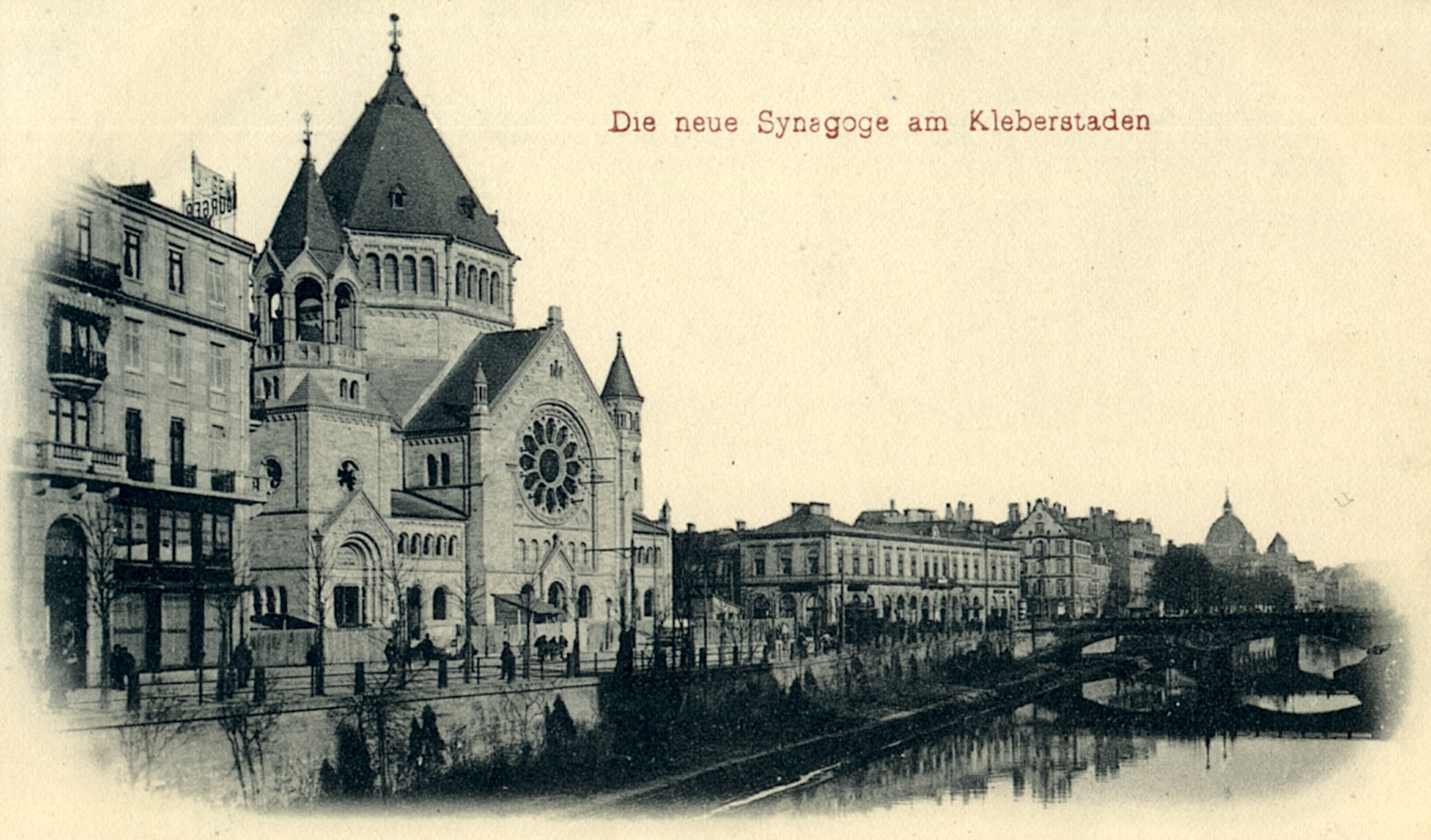
Открытка 1898 года. Легенда гласит: "новая синагога на Kleberstaden"
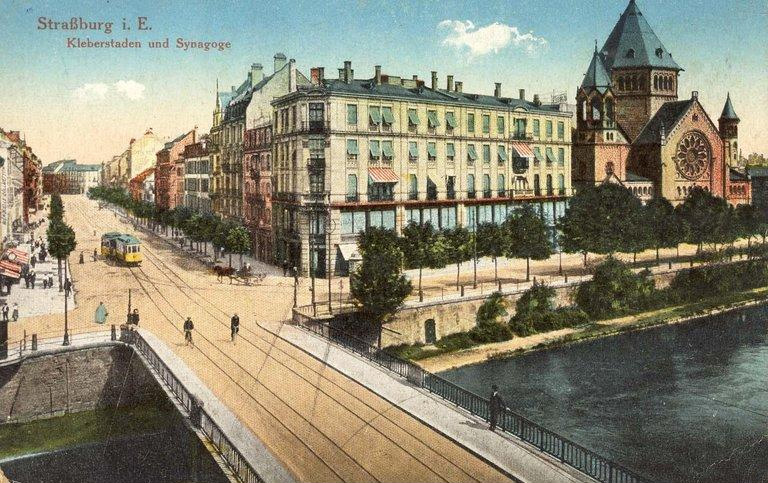
Открытка 1918 года
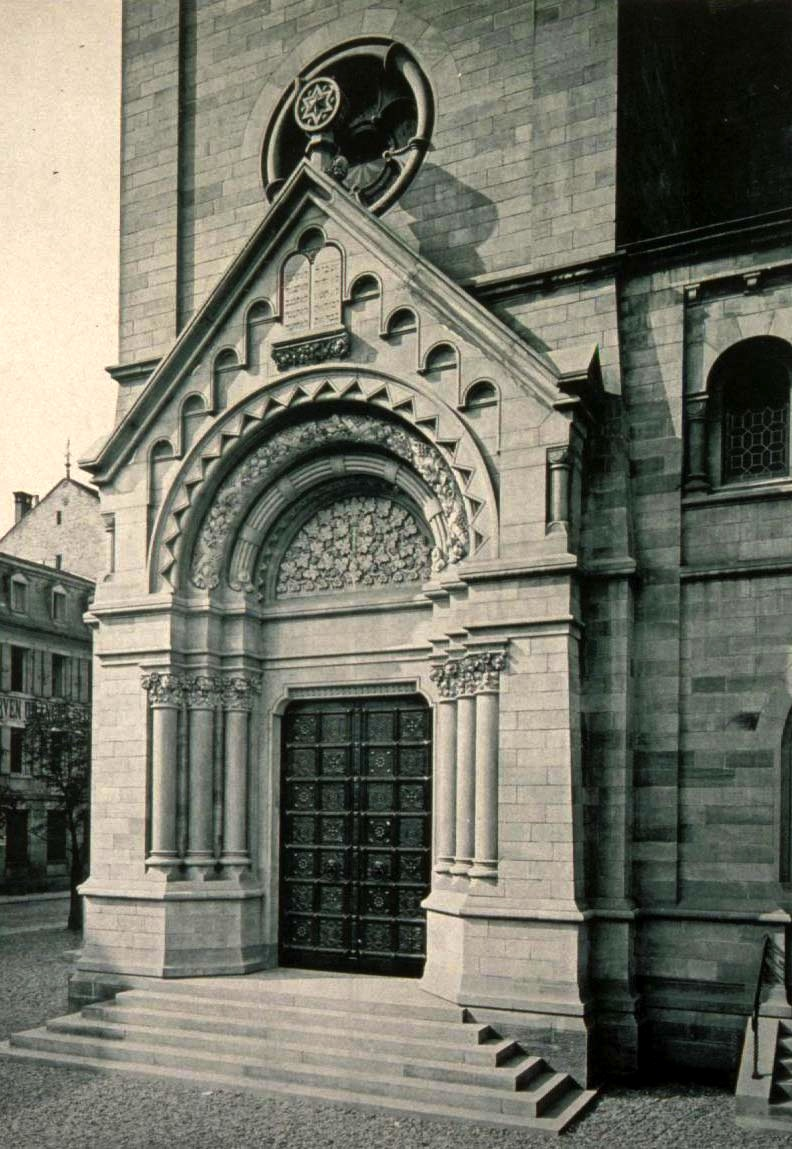
Главный портал со звездой Давида и Скрижалями Завета
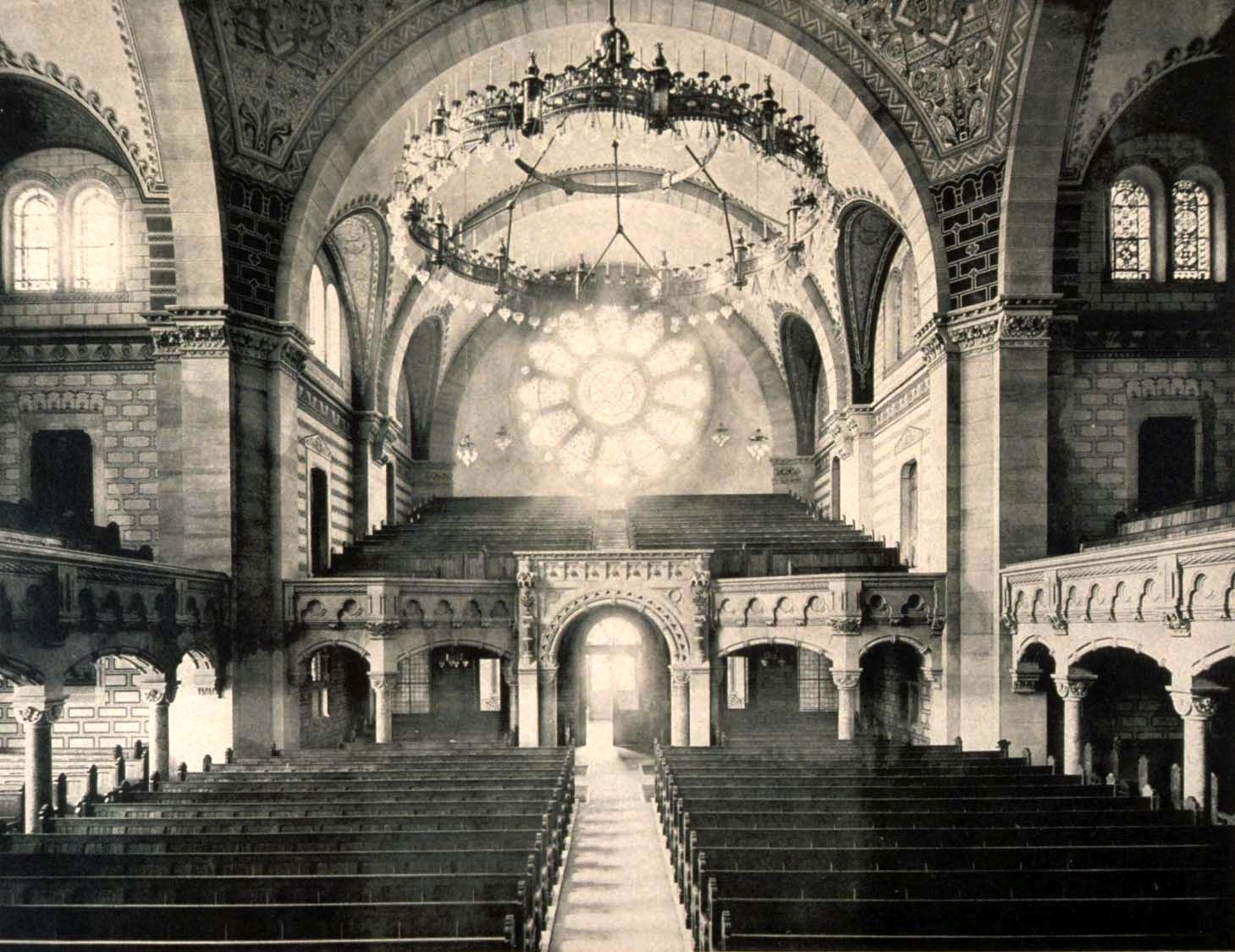
Внешний вид западного крыла
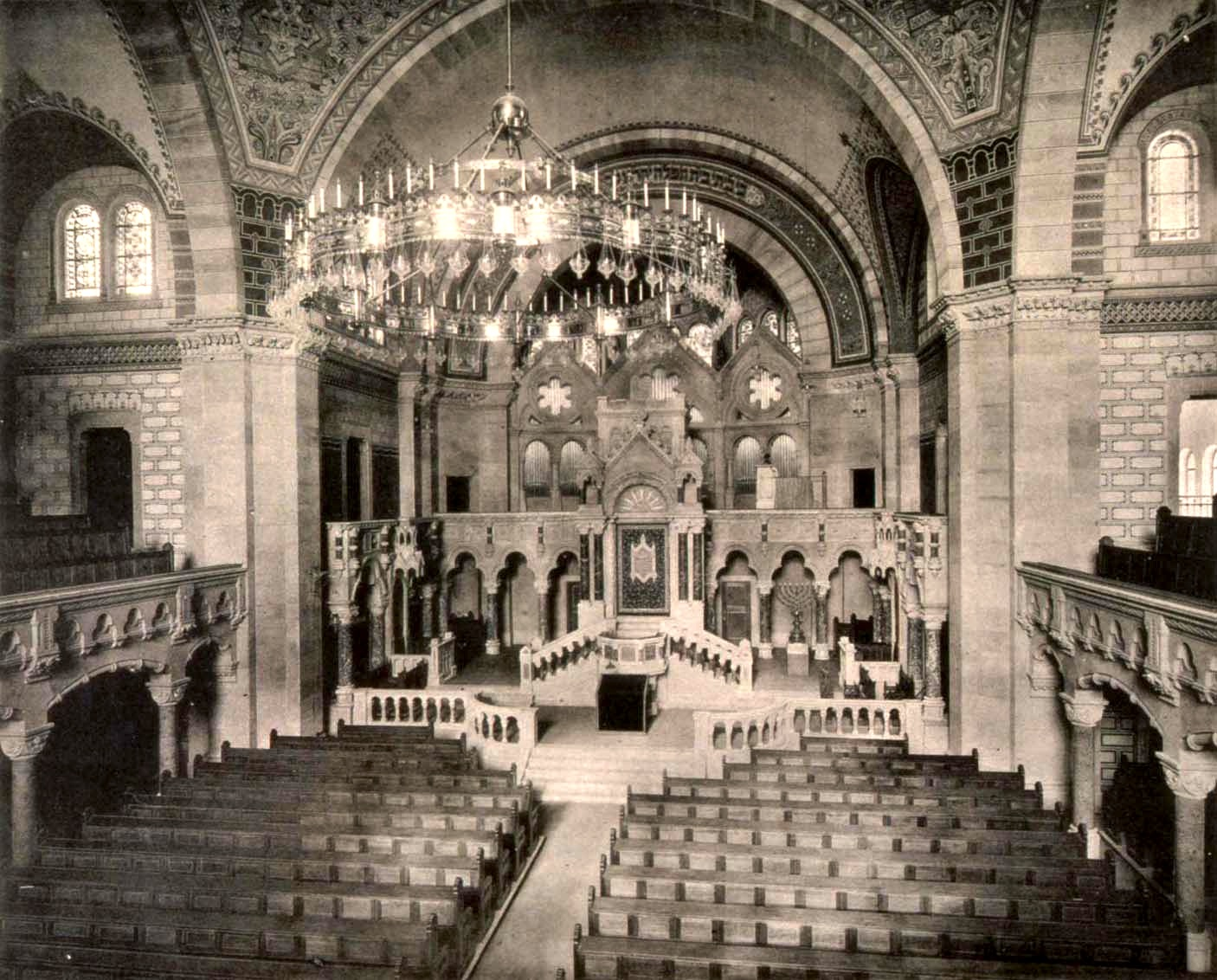
Интерьер восточного крыла